# LCR (biologi)
 For alternative betydninger, se LCR. (Se også artikler, som begynder med LCR)
LCR (Ligase Chain Reaction) er en genforstærkningsteknik til detektion af mikroorganismer som enten er umulige eller vanskelige at dyrke. Minder om PCR, men adskiller sig fra denne idet LCR forstørrer generne (DNA) i prøven i stedet for at multiplicere dem. Kan være mere specifik end PCR.